# Semecarpus lucens
Semecarpus lucens är en sumakväxtart som beskrevs av George King. Semecarpus lucens ingår i släktet Semecarpus och familjen sumakväxter. Inga underarter finns listade i Catalogue of Life.